# Fußball-Oberliga

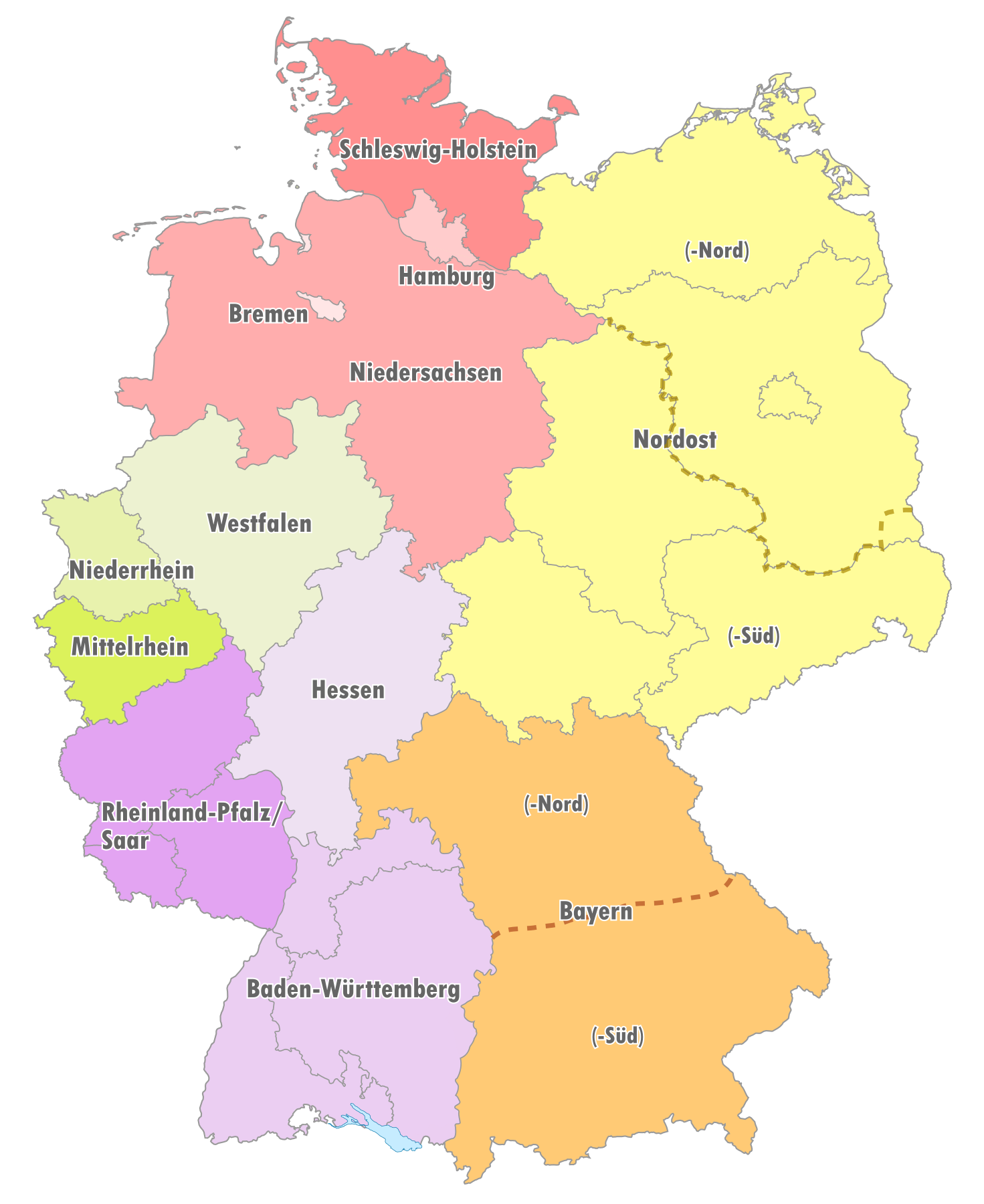
Geografische Einteilung der Oberligen zur Saison 2012/13.

Als Oberliga werden unterschiedlich hohe derzeitige und ehemalige Spielklassen im Fußball der Bundesrepublik Deutschland bezeichnet. Außerdem trugen die höchste Spielklasse in der DDR (siehe: DDR-Oberliga) sowie zeitweise die höchsten Spielklassen bis 1933 (z. B. die Oberliga Berlin-Brandenburg von 1923 bis 1933, die Oberliga Schleswig-Holstein von 1929 bis 1933) diesen Namen.

## 1945–1963: Oberliga als höchste Spielklasse in der Bundesrepublik

### Einführung
Die Oberliga war nach dem Ende des Zweiten Weltkrieges im Jahr 1945 bis zur Gründung der Bundesliga im Jahr 1963 die höchste Spielklasse im westdeutschen Fußball inklusive West-Berlin. 1945 gründete sich zunächst in der amerikanischen Besatzungszone die Oberliga Süd, die nach dem von ihr umfassten Gebiet bis dahin weitreichendste Spielklasse in Deutschland. Nach ihrem Vorbild entstanden 1946 in der französischen Besatzungszone die (erst später so genannte) Oberliga Südwest sowie 1947 in der britischen Besatzungszone die Oberliga Nord und die Oberliga West. Hinzu kam die Berliner Stadtliga im Rang einer Oberliga. Die Meister und teilweise auch die Vizemeister der vier westdeutschen Oberligen sowie der Berliner Stadtliga spielten ab 1948 den Deutschen Meister aus.
Sämtliche Oberligen hatten anfangs noch den Status von Amateurligen. 1949 erließ der soeben wiedergegründete DFB erstmals ein Vertragsspieler-Statut für die Oberligen im Gebiet der Bundesrepublik, nachdem der Süden bereits in der Vorsaison damit experimentiert hatte. Der VBB führte den Vertragsspieler 1950 ein, woraufhin die Vereine aus Ostberlin ausschieden und in das Ligasystem des DDR-Fußballs übernommen wurden.

### Unterbau
Der Unterbau der Oberliga bestand ursprünglich aus den höchsten Amateurligen der westdeutschen Landesverbände, zumeist Landesligen genannt, deren Meister in Aufstiegsrunden die Aufsteiger zur jeweiligen Oberliga ermittelten. Zwischen 1949 und 1951 wurde in den Bereichen der zwischenzeitlich gegründeten Regionalverbände West, Süd und Südwest jeweils eine II. Division – auch 2. Oberliga oder 2. Liga genannt – eingeführt. Dieses waren ebenfalls Vertragsligen. Fortan wurden die jeweiligen Oberliga-Absteiger durch die besten Vereine der jeweiligen II. Division ersetzt. Lediglich im Bereich des Regionalverbandes Nord wurden die Aufsteiger weiterhin durch eine Aufstiegsrunde der bestplatzierten Vereine der vier Landesligen ermittelt. Dort kam, ebenso wie in Berlin, keine 2. Liga zu Stande.

### Auflösung
1963 wurden die Oberliga und die II. Division zugunsten der neu gegründeten Bundesliga, für die sich je fünf Vereine aus dem Süden und Westen, drei aus dem Norden, zwei aus dem Südwesten und ein Verein aus Berlin qualifiziert hatten, aufgelöst. Die Oberliga-Vereine, die sich nicht für die Bundesliga qualifizieren konnten, sowie die besserplatzierten Vereine der II. Division wurden in die neu gegründete Regionalliga übernommen, die weiterhin von den fünf Regionalverbänden Nord, West, Süd, Südwest und Berlin als nunmehr zweithöchste Spielklasse ausgetragen wurde. Ein Entscheidungskriterium, das über die Aufnahme in die neugeschaffene Bundesliga mitbestimmen sollte, war die im Oktober 1962 vom DFB-Beirat beschlossene Zwölfjahreswertung.

### Die Meister
| Jahr | Nord         | West              | Südwest              | Süd                 | Berlin                 |
| ---- | ------------ | ----------------- | -------------------- | ------------------- | ---------------------- |
| 1946 | –            | –                 | 1. FC Saarbrücken    | VfB Stuttgart       | SG Wilmersdorf         |
| 1947 | –            | –                 | 1. FC Kaiserslautern | 1. FC Nürnberg      | SG Charlottenburg      |
| 1948 | Hamburger SV | Borussia Dortmund | 1. FC Kaiserslautern | 1. FC Nürnberg      | Union Oberschöneweide  |
| 1949 | Hamburger SV | Borussia Dortmund | 1. FC Kaiserslautern | Kickers Offenbach   | Berliner SV 1892       |
| 1950 | Hamburger SV | Borussia Dortmund | 1. FC Kaiserslautern | SpVgg Fürth         | Tennis Borussia Berlin |
| 1951 | Hamburger SV | FC Schalke 04     | 1. FC Kaiserslautern | 1. FC Nürnberg      | Tennis Borussia Berlin |
| 1952 | Hamburger SV | Rot-Weiss Essen   | 1. FC Saarbrücken    | VfB Stuttgart       | Tennis Borussia Berlin |
| 1953 | Hamburger SV | Borussia Dortmund | 1. FC Kaiserslautern | Eintracht Frankfurt | SC Union 06 Berlin     |
| 1954 | Hannover 96  | 1. FC Köln        | 1. FC Kaiserslautern | VfB Stuttgart       | Berliner SV 92         |
| 1955 | Hamburger SV | Rot-Weiss Essen   | 1. FC Kaiserslautern | Kickers Offenbach   | BFC Viktoria 1889      |
| 1956 | Hamburger SV | Borussia Dortmund | 1. FC Kaiserslautern | Karlsruher SC       | BFC Viktoria 1889      |
| 1957 | Hamburger SV | Borussia Dortmund | 1. FC Kaiserslautern | 1. FC Nürnberg      | Hertha BSC             |
| 1958 | Hamburger SV | FC Schalke 04     | FK Pirmasens         | Karlsruher SC       | Tennis Borussia Berlin |
| 1959 | Hamburger SV | Westfalia Herne   | FK Pirmasens         | Eintracht Frankfurt | Tasmania Berlin        |
| 1960 | Hamburger SV | 1. FC Köln        | FK Pirmasens         | Karlsruher SC       | Tasmania Berlin        |
| 1961 | Hamburger SV | 1. FC Köln        | 1. FC Saarbrücken    | 1. FC Nürnberg      | Hertha BSC             |
| 1962 | Hamburger SV | 1. FC Köln        | Borussia Neunkirchen | 1. FC Nürnberg      | Tasmania Berlin        |
| 1963 | Hamburger SV | 1. FC Köln        | 1. FC Kaiserslautern | TSV 1860 München    | Hertha BSC             |

die späteren Deutschen Meister sind fett gedruckt
zur Situation im Norden und im Westen 1945–1947 siehe Bezirksmeisterschaftsliga

## 1974–1994: Amateur-Oberliga als dritthöchste Spielklasse

### Wiedereinführung
Elf Jahre nach Gründung der Bundesliga und der damit verbundenen Auflösung (eigentlich: Umbenennung) der Oberliga wurde eine Spielklasse dieses Namens 1974 im Bereich des Regionalverbandes Nord unter der Bezeichnung Amateur-Oberliga wieder eingeführt. Dort bildete fortan die Amateur-Oberliga Nord unterhalb der Bundesliga und der 1974 gleichzeitig anstelle der Regionalliga eingeführten 2. Bundesliga die dritte Spielklassenebene. In den übrigen Regionen Westdeutschlands stellte hingegen noch weitere vier Jahre die mit der heutigen Verbandsliga vergleichbare Amateurliga der einzelnen Landesverbände die höchste Amateurspielklasse dar. Erst 1978 wurde auch in den übrigen Regionalverbänden sowie in West-Berlin die Amateur-Oberliga eingeführt. Neben der Amateur-Oberliga Nord und der Amateur-Oberliga Berlin bestanden somit die Amateur-Oberliga Nordrhein und die Amateur-Oberliga Westfalen für den Bereich des Regionalverbandes West, die Amateur-Oberliga Hessen, die Amateur-Oberliga Bayern und die Amateur-Oberliga Baden-Württemberg für den Bereich des Regionalverbandes Süd sowie im Bereich des Regionalverbandes Südwest die Amateur-Oberliga Südwest.

### Eingliederung des Fußball-Verbands der DDR
Im Zuge der Eingliederung des ostdeutschen DFV in den nun gesamtdeutschen DFB als Regionalverband Nordost wurde 1991 die Amateur-Oberliga Berlin aufgelöst und die NOFV-Oberliga Nordost mit den drei Staffeln Nord, Mitte und Süd eingeführt. Dabei ergab sich das Kuriosum, dass Stahl Eisenhüttenstadt als Verlierer des ostdeutschen FDGB-Pokal-Finals im nun gesamtdeutschen Ligensystem nur in die drittklassige Oberliga eingegliedert wurde, wegen der Teilnahme des Pokalsiegers Hansa Rostock am Landesmeisterpokal aber gleichzeitig für den internationalen Europapokal der Pokalsieger qualifiziert war. In der ersten Runde unterlag der Drittligist jedoch Galatasaray Istanbul. 1994 wurde die inzwischen zehngleisige Oberliga durch die wiedereingeführte Regionalliga mit vier Staffeln als höchste Spielklasse im Amateurbereich abgelöst.

### Die Meister
| Jahr | Regionalverband Nord   | Regionalverband West                                                                                               | Regionalverband Südwest                                                                       | Regionalverband Süd | Berlin / Regionalverband Nordost                                               |
| ---- | ---------------------- | --- | --------------------------------------------------------------------------------------------- | --- | ------------------------------------------------------------------------------ |
| 1975 | VfB Oldenburg          | VL Mittelrhein: Bayer 04 Leverkusen VL Niederrhein: Union Solingen VL Westfalen: Westfalia Herne                   | AL Rheinland: Eintracht Trier AL Saarland: ASC Dudweiler 1. AL Südwest: Eintracht Kreuznach   | 1. AL Bayern: SSV Jahn Regensburg 1. AL Hessen: FSV Frankfurt 1. AL Nordbaden: VfB Eppingen 1. AL Nordwürttemberg: VfR Aalen 1. AL SW-BS: SSV Reutlingen 05 1. AL Südbaden: Offenburger FV         | Spandauer SV                                                                   |
| 1976 | Arminia Hannover       | VL Mittelrhein: Bonner SC VL Niederrhein: 1. FC Bocholt VL Westfalen: SV Holzwickede                               | AL Rheinland: Eintracht Trier AL Saarland: Borussia Neunkirchen 1. AL Südwest: Wormatia Worms | 1. AL Bayern: FC Wacker München 1. AL Hessen: KSV Baunatal 1. AL Nordbaden: VfR Mannheim 1. AL Nordwürttemberg: SpVgg 07 Ludwigsburg 1. AL SW-BS: BSV 07 Schwenningen 1. AL Südbaden: FC Villingen | SC Union 06 Berlin                                                             |
| 1977 | Bremerhaven 93         | VL Mittelrhein: 1. FC Köln Amateure VL Niederrhein: Fortuna Düsseldorf Amateure VL Westfalen: Rot-Weiß Lüdenscheid | AL Rheinland: TuS Neuendorf AL Saarland: Borussia Neunkirchen 1. AL Südwest: Wormatia Worms   | 1. AL Bayern: FC Kickers Würzburg 1. AL Hessen: VfR Oli Bürstadt 1. AL Nordbaden: SV Neckargerach 1. AL Nordwürttemberg: SSV Ulm 1846 1. AL SW-BS: SSV Reutlingen 05 1. AL Südbaden: Freiburger FC | BFC Preussen                                                                   |
| 1978 | OSV Hannover           | VL Mittelrhein: SC Viktoria Köln VL Niederrhein: Olympia Bocholt VL Westfalen: DSC Wanne-Eickel                    | AL Rheinland: TuS Neuendorf AL Saarland: Borussia Neunkirchen 1. AL Südwest: 1. FSV Mainz 05  | 1. AL Bayern: 1. FC Haßfurt 1. AL Baden: FV Weinheim 1. AL Hessen: FC Hanau 93 1. AL Nordwürttemberg: SSV Ulm 1846 1. AL SW-BS: SSV Reutlingen 05 1. AL Südbaden: SC Freiburg                      | Wacker 04 Berlin                                                               |
| 1979 | OSV Hannover           | Nordrhein: Rot-Weiß Oberhausen Westfalen: SC Herford                                                               | Röchling Völklingen                                                                           | Hessen: VfR Bürstadt Baden-Württemberg: SSV Ulm 1846 Bayern: ESV Ingolstadt-Ringsee | Berlin: Hertha Zehlendorf                                                      |
| 1980 | VfB Oldenburg          | Nordrhein: 1. FC Bocholt Westfalen: SpVgg Erkenschwick                                                             | Borussia Neunkirchen                                                                          | Hessen: KSV Hessen Kassel Baden-Württemberg: VfB Stuttgart Am. Bayern: FC Augsburg | Berlin: BFC Preussen                                                           |
| 1981 | FC St. Pauli           | Nordrhein: 1. FC Köln Am. Westfalen: 1. FC Paderborn                                                               | 1. FSV Mainz 05                                                                               | Hessen: SC Viktoria Griesheim Baden-Württemberg: SV Sandhausen Bayern: MTV Ingolstadt | Berlin: BFC Preussen                                                           |
| 1982 | Werder Bremen Am.      | Nordrhein: BV 08 Lüttringhausen Westfalen: TuS Schloß Neuhaus                                                      | FC 08 Homburg                                                                                 | Hessen: FSV Frankfurt Baden-Württemberg: SSV Ulm 1846 Bayern: FC Augsburg | Berlin: Tennis Borussia Berlin                                                 |
| 1983 | FC St. Pauli           | Nordrhein: Rot-Weiß Oberhausen Westfalen: SC Eintracht Hamm                                                        | 1. FC Saarbrücken                                                                             | Hessen: VfR Bürstadt Baden-Württemberg: SSV Ulm 1846 Bayern: SpVgg Unterhaching | Berlin: SC Charlottenburg                                                      |
| 1984 | SV Werder Bremen Am.   | Nordrhein: 1. FC Bocholt Westfalen: FC Gütersloh                                                                   | FC 08 Homburg                                                                                 | Hessen: VfR Bürstadt Baden-Württemberg: Freiburger FC Bayern: TSV 1860 München | Berlin: Blau-Weiß 90 Berlin                                                    |
| 1985 | VfL Osnabrück          | Nordrhein: Rot-Weiss Essen Westfalen: Eintracht Hamm                                                               | FSV Salmrohr                                                                                  | Hessen: Viktoria Aschaffenburg Baden-Württemberg: SV Sandhausen Bayern: SpVgg Bayreuth | Berlin: Tennis Borussia Berlin                                                 |
| 1986 | FC St. Pauli           | Nordrhein: Rot-Weiss Essen Westfalen: ASC Schöppingen                                                              | Wormatia Worms                                                                                | Hessen: Kickers Offenbach Baden-Württemberg: SSV Ulm 1846 Bayern: SpVgg Landshut | Berlin: SC Charlottenburg                                                      |
| 1987 | SV Meppen              | Nordrhein: BVL 08 Remscheid Westfalen: SpVgg Erkenschwick                                                          | Eintracht Trier                                                                               | Hessen: Kickers Offenbach Baden-Württemberg: SV Sandhausen Bayern: SpVgg Bayreuth | Berlin: Hertha BSC                                                             |
| 1988 | Eintracht Braunschweig | Nordrhein: MSV Duisburg Westfalen: Preußen Münster                                                                 | 1. FSV Mainz 05                                                                               | Hessen: Viktoria Aschaffenburg Baden-Württemberg: FV 09 Weinheim Bayern: SpVgg Unterhaching | Berlin: Hertha BSC                                                             |
| 1989 | TSV Havelse            | Nordrhein: MSV Duisburg Westfalen: Preußen Münster                                                                 | SV Edenkoben                                                                                  | Hessen: KSV Hessen Kassel Baden-Württemberg: SSV Reutlingen 05 Bayern: SpVgg Unterhaching | Berlin: Reinickendorfer Füchse                                                 |
| 1990 | VfB Oldenburg          | Nordrhein: Wuppertaler SV Westfalen: Arminia Bielefeld                                                             | 1. FSV Mainz 05                                                                               | Hessen: Rot-Weiss Frankfurt Baden-Württemberg: Karlsruher SC Am. Bayern: 1. FC Schweinfurt 05 | Berlin: Reinickendorfer Füchse                                                 |
| 1991 | VfL Wolfsburg          | Nordrhein: FC Remscheid Westfalen: SC Verl                                                                         | Borussia Neunkirchen                                                                          | Hessen: KSV Hessen Kassel Baden-Württemberg: 1. FC Pforzheim Bayern: TSV 1860 München | Berlin: Tennis Borussia Berlin                                                 |
| 1992 | VfL Wolfsburg          | Nordrhein: Wuppertaler SV Westfalen: Preußen Münster                                                               | FSV Salmrohr                                                                                  | Hessen: Viktoria Aschaffenburg Baden-Württemberg: SSV Reutlingen 05 Bayern: SpVgg Unterhaching | Nord: FC Berlin Mitte: 1. FC Union Berlin Süd: FSV Zwickau                     |
| 1993 | VfL Herzlake           | Nordrhein: Rot-Weiss Essen Westfalen: Preußen Münster                                                              | Eintracht Trier                                                                               | Hessen: Kickers Offenbach Baden-Württemberg: SSV Ulm 1846 Bayern: TSV 1860 München | Nord: Tennis Borussia Berlin Mitte: 1. FC Union Berlin Süd: FC Sachsen Leipzig |
| 1994 | Kickers Emden          | Nordrhein: Fortuna Düsseldorf Westfalen: TuS Paderborn-Neuhaus                                                     | Eintracht Trier                                                                               | Hessen: FSV Frankfurt Baden-Württemberg: SSV Ulm 1846 Bayern: FC Augsburg | Nord: BSV Brandenburg Mitte: 1. FC Union Berlin Süd: FSV Zwickau               |

## 1994–2008: Oberliga als vierthöchste Spielklasse
Nach der Wiedereinführung der Regionalliga im Jahr 1994, die zwischen der 2. Bundesliga und der Amateur-Oberliga eingegliedert wurde, war die Oberliga bis zum Jahr 2008 nur noch die vierthöchste Spielklasse im deutschen Spielklassensystem. Da es sich zudem nicht mehr um die oberste Spielklasse für Amateure handelt, wurde die Bezeichnung der Spielklasse in Oberliga verändert. Die Zahl der Staffeln der NOFV-Oberliga wurde von drei auf zwei verringert. Die vormalige Amateur-Oberliga Nord wurde hingegen zunächst in die Staffeln Hamburg/Schleswig-Holstein (HH/SH) sowie Niedersachsen/Bremen (NI/HB) geteilt. Erst im Jahr 2004 wurden beide Staffeln wieder zusammengelegt.
Zur Regionalliga stiegen anfangs die sechs Meister der Oberliga Westfalen, der Oberliga Nordrhein, der Oberliga Hessen, der Oberliga Südwest, der Oberliga Baden-Württemberg sowie der Oberliga Bayern direkt auf. Die Meister der beiden Staffeln der Oberliga Nord spielten bis zur Saison 2004/05 einen siebten Aufsteiger aus. Nach der Zusammenlegung beider Staffeln stieg auch der Meister der Oberliga Nord direkt auf. Zudem spielten die Meister der beiden Staffeln der NOFV-Oberliga anfangs einen achten Aufsteiger aus. Ab der Saison 2005/06 wurde die Anzahl der Aufsteiger zur Regionalliga von acht auf neun erhöht und es wurde den Meistern beider NOFV-Oberligastaffeln ein Aufstiegsrecht eingeräumt.

### Die Meister
| Jahr | Regionalverband Nord                                 | Regionalverband West                                                   | Regionalverband Südwest  | Regionalverband Süd                                                                             | Regionalverband Nordost                            |
| ---- | ---------------------------------------------------- | ---------------------------------------------------------------------- | ------------------------ | ----------------------------------------------------------------------------------------------- | -------------------------------------------------- |
| 1995 | HH/SH: FC St. Pauli Am. NI/HB: BV Cloppenburg        | Nordrhein: Rot-Weiß Oberhausen Westfalen: FC Gütersloh                 | 1. FC Kaiserslautern Am. | Hessen: SC Neukirchen Baden-Württemberg: SV Sandhausen Bayern: Wacker Burghausen                | Nord: FSV 90 Velten Süd: Wacker Nordhausen         |
| 1996 | HH/SH: Altona 93 NI/HB: SF Ricklingen                | Nordrhein: Germania Teveren Westfalen: TuS Ahlen                       | SV 07 Elversberg         | Hessen: Borussia Fulda Baden-Württemberg: Karlsruher SC Am. Bayern: SC Weismain                 | Nord: SC Charlottenburg Süd: VFC Plauen            |
| 1997 | HH/SH: VfL 93 Hamburg NI/HB: Eintracht Nordhorn      | Nordrhein: Bonner SC Westfalen: Sportfreunde Siegen                    | 1. FC Kaiserslautern Am. | Hessen: SV Wehen Taunusstein Baden-Württemberg: VfL Kirchheim/Teck Bayern: TSV 1860 München Am. | Nord: SV Babelsberg 03 Süd: 1. FC Magdeburg        |
| 1998 | HH/SH: Holstein Kiel NI/HB: Lüneburger SK            | Nordrhein: Bayer 04 Leverkusen Am. Westfalen: Borussia Dortmund Am.    | SV 07 Elversberg         | Hessen: FSV Frankfurt Baden-Württemberg: VfB Stuttgart Am. Bayern: 1. FC Schweinfurt 05         | Nord: SD Croatia Berlin Süd: Dresdner SC           |
| 1999 | HH/SH: FC St. Pauli Am. NI/HB: 1. SC Göttingen 05    | Nordrhein: Rot-Weiss Essen Westfalen: VfL Bochum Am.                   | FK Pirmasens             | Hessen: SV Darmstadt 98 Baden-Württemberg: VfR Aalen Bayern: SV Lohhof                          | Nord: Hertha BSC Am. Süd: VfL Halle 1896           |
| 2000 | HH/SH: TuS Felde NI/HB: Kickers Emden                | Nordrhein: Wuppertaler SV Westfalen: VfB Hüls                          | Borussia Neunkirchen     | Hessen: KSV Klein-Karben Baden-Württemberg: SV Sandhausen Bayern: SSV Jahn Regensburg           | Nord: Hansa Rostock Am. Süd: FSV Hoyerswerda       |
| 2001 | HH/SH: Holstein Kiel NI/HB: 1. SC Göttingen 05       | Nordrhein: Bayer 04 Leverkusen Am. Westfalen: SC Paderborn 07          | 1. FC Kaiserslautern Am. | Hessen: SC Borussia 04 Fulda Baden-Württemberg: TSG 1899 Hoffenheim Bayern: SpVgg Ansbach 09    | Nord: BFC Dynamo Süd: 1. FC Magdeburg              |
| 2002 | HH/SH: Hamburger SV Am. NI/HB: VfB Oldenburg         | Nordrhein: 1. FC Köln Am. Westfalen: Borussia Dortmund Am.             | Borussia Neunkirchen     | Hessen: Eintracht Frankfurt Am. Baden-Württemberg: SC Pfullendorf Bayern: FC Augsburg           | Nord: Hertha BSC Am. Süd: Dynamo Dresden           |
| 2003 | HH/SH: FC St. Pauli Am. NI/HB: Kickers Emden         | Nordrhein: Wuppertaler SV Westfalen: FC Schalke 04 Am.                 | 1. FSV Mainz 05 Am.      | Hessen: 1. FC Eschborn Baden-Württemberg: VfB Stuttgart Am. Bayern: 1. SC Feucht                | Nord: FC Schönberg 95 Süd: FC Sachsen Leipzig      |
| 2004 | HH/SH: SV Holstein Kiel Am. NI/HB: VfL Wolfsburg Am. | Nordrhein: SSVg Velbert Westfalen: Arminia Bielefeld Am.               | TuS Koblenz              | Hessen: SV Darmstadt 98 Baden-Württemberg: FC Nöttingen Bayern: TSV 1860 München Am.            | Nord: Hertha BSC Am. Süd: VFC Plauen               |
| 2005 | Kickers Emden                                        | Nordrhein: Bayer 04 Leverkusen Am. Westfalen: SG Wattenscheid 09       | Borussia Neunkirchen     | Hessen: 1. FC Eschborn Baden-Württemberg: Karlsruher SC Am. Bayern: SpVgg Bayreuth              | Nord: FC Hansa Rostock Am. Süd: FC Carl Zeiss Jena |
| 2006 | SV Wilhelmshaven                                     | Nordrhein: Borussia Mönchengladbach II Westfalen: Borussia Dortmund II | FK Pirmasens             | Hessen: KSV Hessen Kassel Baden-Württemberg: SSV Reutlingen 05 Bayern: FC Ingolstadt 04         | Nord: 1. FC Union Berlin Süd: 1. FC Magdeburg      |
| 2007 | VfL Wolfsburg Am.                                    | Nordrhein: Rot-Weiß Oberhausen Westfalen: SC Verl                      | FSV Oggersheim           | Hessen: FSV Frankfurt Baden-Württemberg: SV Sandhausen Bayern: SSV Jahn Regensburg              | Nord: SV Babelsberg 03 Süd: Energie Cottbus II     |
| 2008 | Holstein Kiel                                        | Nordrhein: Borussia Mönchengladbach II Westfalen: Preußen Münster      | 1. FSV Mainz 05 II       | Hessen: SV Darmstadt 98 Baden-Württemberg: SC Freiburg II Bayern: SpVgg Bayreuth                | Nord: Hertha BSC II Süd: Hallescher FC             |

Anm.: Ende 2004 beschloss der DFB, dass ab der Saison 2005/06 anstelle der bisherigen Kennzeichnung Am. für zweite Mannschaften als Kennzeichnung das römische Zahlzeichen II zu verwenden ist.

## 2008–heute: Oberliga als fünfthöchste Spielklasse

### Strukturreform 2008
Seit der Einführung der 3. Liga in der Saison 2008/09 ist die Oberliga nur noch die fünfthöchste Spielklasse. Darüber hinaus wurde die Anzahl der über der Oberliga angesiedelten Staffeln der Regionalliga von zwei auf drei erweitert. Im Zuge dieser Strukturreform der überordneten Spielklassen kam es auch auf Ebene der Oberliga zu mehreren Strukturreformen. Auch wurde die vormals einheitliche Bezeichnung der Spielklassenebene als Oberliga zum Teil aufgegeben, an ihre Stelle traten oftmals regionale Bezeichnungen. Entsprechend wurden beispielsweise die vormals im Sprachgebrauch schon so bezeichnete Oberliga Hessen und die Oberliga Bayern nun auch offiziell in Hessenliga beziehungsweise Bayernliga umbenannt.
Im Bereich des Regionalverbands Nord wurde die Oberliga Nord aufgelöst. An ihre Stelle traten die bisherigen Verbandsligen der untergeordneten Landesverbände, dies waren die Niedersachsenliga (bis 2011 in zwei Staffeln), die Hamburg-Liga, die Schleswig-Holstein-Liga und die Bremen-Liga. Im Bereich des Regionalverbands West wurden die Oberliga Nordrhein und die Oberliga Westfalen zur NRW-Liga zusammengelegt.
Der Meister und der Vizemeister der NRW-Liga sowie die Meister der Oberliga Südwest, der Hessenliga, der Bayernliga, der Oberliga Baden-Württemberg, der Niedersachsenliga sowie die beiden Staffelsieger der NOFV-Oberliga stiegen jeweils direkt in die Regionalliga auf. Die drei Meister der Bremen-Liga, der Hamburg-Liga und der Schleswig-Holstein-Liga spielten in einer Aufstiegsrunde einen weiteren Aufsteiger aus.

### Strukturreform 2012
Vor dem Start der Saison 2012/13 fanden erneut Umstrukturierungen statt, die ihren Ursprung in einer gleichzeitig erfolgten erneuten Strukturreform der Regionalliga hatte. Die erst 2008 eingeführte NRW-Liga wurde wieder aufgelöst. An ihre Stelle traten nun wieder die 2008 aufgelöste Oberliga Westfalen sowie an der Stelle der 2008 aufgelösten Oberliga Nordrhein die bisherigen Verbandsligen der ihr untergeordneten Landesverbände. Dies waren die Niederrheinliga sowie die Mittelrheinliga. Gleichzeitig wurde die Bayernliga in die zwei Staffeln Süd und Nord aufgeteilt. Die Meister aller dabei neu eingeführten Oberligen sowie der Vizemeister der Oberliga Westfalen besitzen seither ein direktes Aufstiegsrecht zur Regionalliga.
Gegenwärtig wird in zwölf (bzw. 14) Oberligen gespielt:
| - Oberliga Baden-Württemberg - Bayernliga in zwei Staffeln (Nord und Süd) - Bremen-Liga - Oberliga Hamburg - Hessenliga - Mittelrheinliga | - Oberliga Niederrhein - Oberliga Niedersachsen - Oberliga Nordost in zwei Staffeln (Nord und Süd) - Oberliga Rheinland-Pfalz/Saar - Schleswig-Holstein-Liga (ab 2017/18: Oberliga SH) - Oberliga Westfalen |

### Die Meister
| Jahr | Regionalverband Nord | Regionalverband West                                                                                 | Regionalverband Südwest | Regionalverband Süd | Regionalverband Nordost                                    |
| ---- | --- | --- | ----------------------- | --- | ---------------------------------------------------------- |
| 2009 | Hamburg: SC Victoria Hamburg Schleswig-Holstein: Holstein Kiel II Niedersachsen-West: VfB Oldenburg Niedersachsen-Ost: Goslarer SC 08 Bremen: Brinkumer SV               | Bonner SC                                                                                            | 1. FC Saarbrücken       | Hessen: SC Waldgirmes Baden-Württemberg: SG Sonnenhof Großaspach Bayern: SpVgg Weiden                                                                | Nord: Tennis Borussia Berlin Süd: ZFC Meuselwitz           |
| 2010 | Hamburg: SC Victoria Hamburg Schleswig-Holstein: Holstein Kiel II Niedersachsen-West: TSV Havelse Niedersachsen-Ost: Eintracht Braunschweig II Bremen: Werder Bremen III | SC Wiedenbrück 2000                                                                                  | FC 08 Homburg           | Hessen: FSV Frankfurt II Baden-Württemberg: TSG 1899 Hoffenheim II Bayern: FC Memmingen                                                              | Nord: Energie Cottbus II Süd: RB Leipzig                   |
| 2011 | Hamburg: FC St. Pauli II Schleswig-Holstein: VfR Neumünster Niedersachsen: SV Meppen Bremen: Werder Bremen III                                                           | Rot-Weiss Essen                                                                                      | SC 07 Idar-Oberstein    | Hessen: FC Bayern Alzenau Baden-Württemberg: SV Waldhof Mannheim Bayern: FC Ismaning                                                                 | Nord: Torgelower SV Greif Süd: VfB Germania Halberstadt    |
| 2012 | Hamburg: SC Victoria Hamburg Schleswig-Holstein: VfR Neumünster Niedersachsen: Goslarer SC 08 Bremen: FC Oberneuland                                                     | FC Viktoria Köln                                                                                     | FC 08 Homburg           | Hessen: 1. FC Eschborn Baden-Württemberg: SSV Ulm 1846 Bayern: TSV 1860 Rosenheim                                                                    | Nord: Hansa Rostock II Süd: FSV Zwickau                    |
| 2013 | Hamburg: FC Elmshorn Schleswig-Holstein: SV Eichede Niedersachsen: Eintracht Braunschweig II Bremen: Werder Bremen III                                                   | Mittelrhein: FC Hennef 05 Niederrhein: KFC Uerdingen 05 Westfalen: SV Lippstadt 08                   | SVN Zweibrücken         | Hessen: KSV Baunatal Baden-Württemberg: SpVgg Neckarelz Bayern-Nord: 1. FC Schweinfurt 05 Bayern-Süd: SV Schalding-Heining                           | Nord: Berliner FC Viktoria 1889 Süd: Wacker Nordhausen     |
| 2014 | Hamburg: TuS Dassendorf Schleswig-Holstein: VfB Lübeck Niedersachsen: Lüneburger SK Hansa Bremen: Bremer SV                                                              | Mittelrhein: FC Hennef 05 Niederrhein: SV Hönnepel-Niedermörmter Westfalen: Arminia Bielefeld II     | FK Pirmasens            | Hessen: TGM SV Jügesheim Baden-Württemberg: FC-Astoria Walldorf Bayern-Nord: SpVgg Bayreuth Bayern-Süd: BC Aichach                                   | Nord: BFC Dynamo Süd: FSV Budissa Bautzen                  |
| 2015 | Hamburg: TuS Dassendorf Schleswig-Holstein: TSV Schilksee Niedersachsen: SV Drochtersen/Assel Bremen: Bremer SV                                                          | Mittelrhein: FC Wegberg-Beeck Niederrhein: SSVg Velbert Westfalen: TuS Erndtebrück                   | SV Saar 05 Saarbrücken  | Hessen: TSV Steinbach Baden-Württemberg: SV Spielberg Bayern-Nord: Viktoria Aschaffenburg Bayern-Süd: TSV 1896 Rain                                  | Nord: FSV Optik Rathenow Süd: RB Leipzig II                |
| 2016 | Hamburg: TuS Dassendorf Schleswig-Holstein: SV Eichede Niedersachsen: Lupo Martini Wolfsburg Bremen: Bremer SV                                                           | Mittelrhein: Bonner SC Niederrhein: Wuppertaler SV Westfalen: Sportfreunde Siegen                    | TuS Koblenz             | Hessen: Teutonia Watzenborn-Steinberg Baden-Württemberg: SSV Ulm 1846 Bayern-Nord: SV Seligenporten Bayern-Süd: VfR Garching                         | Nord: FSV Union Fürstenwalde Süd: 1. FC Lokomotive Leipzig |
| 2017 | Hamburg: TuS Dassendorf Schleswig-Holstein: Eutin 08 Niedersachsen: SSV Jeddeloh Bremen: Bremer SV                                                                       | Mittelrhein: FC Wegberg-Beeck Niederrhein: KFC Uerdingen 05 Westfalen: TuS Erndtebrück               | TSV Schott Mainz        | Hessen: SC Hessen Dreieich Baden-Württemberg: SC Freiburg II Bayern-Nord: VfB Eichstätt Bayern-Süd: SV Pullach                                       | Nord: VSG Altglienicke Süd: BSG Chemie Leipzig             |
| 2018 | Hamburg: TuS Dassendorf Schleswig-Holstein: NTSV Strand 08 Niedersachsen: Lupo Martini Wolfsburg Bremen: Brinkumer SV                                                    | Mittelrhein: TV Herkenrath Niederrhein: SV Straelen Westfalen: SV Lippstadt 08                       | FC 08 Homburg           | Hessen: SC Hessen Dreieich Baden-Württemberg: TSG Balingen Bayern-Nord: Viktoria Aschaffenburg Bayern-Süd: SV Heimstetten                            | Nord: FSV Optik Rathenow Süd: Bischofswerdaer FV 08        |
| 2019 | Hamburg: Altona 93 Schleswig-Holstein: NTSV Strand 08 Niedersachsen: HSC Hannover Bremen: Bremer SV                                                                      | Mittelrhein: SV Bergisch Gladbach 09 Niederrhein: VfB Homberg Westfalen: FC Schalke 04 II            | TuS Rot-Weiß Koblenz    | Hessen: FC Gießen Baden-Württemberg: Bahlinger SC Bayern-Nord: TSV Aubstadt Bayern-Süd: Türkgücü München                                             | Nord: SV Lichtenberg 47 Süd: BSG Chemie Leipzig            |
| 2020 | Hamburg: TuS Dassendorf Schleswig-Holstein: SV Todesfelde Niedersachsen: VfV 06 Hildesheim Bremen: FC Oberneuland                                                        | Mittelrhein: FC Wegberg-Beeck Niederrhein: SV Straelen Westfalen: SC Wiedenbrück                     | TSV Schott Mainz        | Hessen: TSV Eintracht Stadtallendorf Baden-Württemberg: VfB Stuttgart II Bayern-Nord und Süd: Spielzeit verlängert bis 2021, Saison 2020/21 entfällt | Nord: Tennis Borussia Berlin Süd: FSV 63 Luckenwalde       |
| 2021 | Hamburg: keiner Schleswig-Holstein: keiner Niedersachsen: keiner Bremen: keiner                                                                                          | Mittelrhein: keiner Niederrhein: keiner Westfalen: keiner                                            | keiner                  | Hessen: keiner Baden-Württemberg: keiner Bayern-Nord: SC Eltersdorf Bayern-Süd: FC Pipinsried                                                        | Nord: Tasmania Berlin Süd: FC Eilenburg                    |
| 2022 | Hamburg: TuS Dassendorf Schleswig-Holstein: SV Todesfelde Niedersachsen: Blau-Weiß Lohne Bremen: Bremer SV                                                               | Mittelrhein: 1. FC Düren Niederrhein: 1. FC Bocholt Westfalen: 1. FC Kaan-Marienborn                 | Wormatia Worms          | Hessen: SG Barockstadt Fulda-Lehnerz Baden-Württemberg: SGV Freiberg Bayern-Nord: DJK Vilzing Bayern-Süd: SpVgg Hankofen-Hailing                     | Nord: Greifswalder FC Süd: FC Rot-Weiß Erfurt              |
| 2023 | Hamburg: TSV Sasel Schleswig-Holstein: FC Kilia Kiel Niedersachsen: SC Spelle-Venhaus Bremen: FC Oberneuland                                                             | Mittelrhein: FC Hennef 05 Niederrhein: SSVg Velbert Westfalen: FC Gütersloh                          | TSV Schott Mainz        | Hessen: Eintracht Frankfurt II Baden-Württemberg: Stuttgarter Kickers Bayern-Nord: FC Eintracht Bamberg Bayern-Süd: SV Schalding-Heining             | Nord: Hansa Rostock II Süd: FC Eilenburg                   |
| 2024 | Hamburg: Altona 93 Schleswig-Holstein: SV Todesfelde Niedersachsen: Kickers Emden Bremen: Werder Bremen II                                                               | Mittelrhein: SV Eintracht Hohkeppel Niederrhein: Sportfreunde Baumberg Westfalen: Sportfreunde Lotte | Eintracht Trier         | Hessen: FC Gießen Baden-Württemberg: FC 08 Villingen Bayern-Nord: SpVgg Hankofen-Hailing Bayern-Süd: SV Erlbach                                      | Nord: Hertha 03 Zehlendorf Süd: Bischofswerdaer FV 08      |
| 2025 | Hamburg: Schleswig-Holstein: Niedersachsen: Bremen: SV Hemelingen | Mittelrhein: Niederrhein: Westfalen:                                                                 |                         | Hessen: Baden-Württemberg: Bayern-Nord: Bayern-Süd:                                                                                                  | Nord: Süd:                                                 |

Anm.: Nach Saisonabbruch 2020 und 2021 aufgrund einer Quotientenregelung